# Pohádky z pařezové chaloupky Křemílka a Vochomůrky
Pohádky z pařezové chaloupky Křemílka a Vochomůrky jsou kniha pro děti od Václava Čtvrtka. Poprvé vyšla v roce 1970 jako Pohádky z mechu a kapradí, od roku 1974 vychází pod pozdějším názvem. Tvoří ji 34 příběhů, které pojednávají o dvou skřítcích z pařezové chaloupky, a to o Křemílkovi a Vochomůrkovi. Jde o knižní zpracování večerníčkových animovaných příběhů Pohádky z mechu a kapradí (1968) na námět Václava Čtvrtka, který dobrodružství zpracoval také knižně. O ilustrace se postaral Zdeněk Smetana. Kniha je oblíbená pro své laskavé a poučné příběhy, které jsou vhodné pro děti všech věkových kategorií.

## Děj
Křemílek a Vochomůrka jsou dva skřítci, kteří spolu hospodaří v pařezové chaloupce na pasece a prožívají kouzelná dobrodružství. Jeden je spíš hubený, druhý spíš tlustý, ale oba se vzájemně báječně doplňují. Radostně spolu hospodaří a přitom stihnou spoustu zábavných a užitečných věcí. Společně učešou vílu, ušijí obrovi boty, rozkřešou ohnivého mužíka nebo vezou vejce na sáňkách. Kniha obsahuje krátké pohádky. Následuje stručný přehled děje některých z příběhů:
1. Jak Křemílek a Vochomůrka zasadili semínko:
Křemílek a Vochomůrka najdou semínko, které zasadí. Nevědí však, co z něj vyroste, a tak netrpělivě čekají. Po čase zjistí, že ze semínka vyrostla květina, která přináší radost do jejich chaloupky.
2. Jak Křemílek a Vochomůrka nevěděli, co se děje pod zemí:
Skřítci objeví tajemný zvuk vycházející z podzemí. Začnou kopat, aby zjistili, co se děje, a narazí na krtka, který si tam buduje svou chodbičku. Vše se vysvětlí a skřítci získají nového kamaráda.
3. Jak Křemílek a Vochomůrka měli hodiny, které stále ukazovaly včerejšek:
Křemílek a Vochomůrka dostanou hodiny, které se zastavily a stále ukazují včerejší den. Pokusí se je opravit, ale marně. Nakonec zjistí, že stačí, když hodiny budou radostně tikat v přítomnosti veselých skřítků.
4. Jak Křemílek a Vochomůrka pekli švestkový koláč:
Skřítci dostanou chuť na švestkový koláč, ale zjistí, že nemají švestky. Vydají se je hledat do lesa, kde potkají zajímavé postavy, které jim pomohou koláč upéct. Na konci si všichni pochutnávají na sladké odměně.
Každý příběh v knize je plný dobrodružství, přátelství a veselých okamžiků. Křemílek a Vochomůrka často řeší malé problémy, které se jim postaví do cesty, a vždy se snaží pomáhat svým lesním přátelům.

## Obsah
1. Jak měli hodiny s jednou ručičkou
2. Jak otvírali studánku
3. Jak vařili šípkový čaj
4. Jak rozbili sluníčkovou basu
5. Jak zasadili semínko
6. Jak učesali vílu
7. Jak zahráli bez basy
8. Jak jim spadl ze stolu drobeček
9. Jak měli hodiny se zlou kukačkou
10. Jak šili kalhoty
11. Jak rozpálili ohnivého mužíka
12. Jak zmizeli drakovi
13. Jak našli pod borůvkou housličky
14. Jak měli trápení s rakem
15. Jak vystřelili z kanónu
16. Jak vezli čtyři velké kameny
17. Jak hledali pět peněz
18. Jak si udělali houpačku
19. Jak ušili obrovi boty
20. Jak pozdravili myšku
21. Jak nevěděli, co se to děje
22. Jak zabloudili v bedlovém lese
23. Jak si ani nelízli povidel
24. Jak museli louskat ořechy
25. Jak hledali poklad
26. Jak šli na pařezy
27. Jak hráli maličké víle
28. Jak vezli vejce na sáňkách
29. Jak pekli kaštany
30. Jak Vochomůrka vynalezl sněhovou kouli
31. Jak si zazpívali koledu
32. Jak jedli kaši
33. Pohádka bez konce o Křemílkovi a Vochomůrkovi
34. Na rozloučenou s Křemílkem a Vochomůrkou[1]

## Přijetí díla
M. N. v recenzi ve Zlatém máji uvedl, že jde příběhy o dvou nezbedných chlapcích, podle výtvarníka Zdeňka Smetany jsou to však spíš skřítkové, ale na rozdíl od nich nemají zvláštní moc, nejsou symbolem dobra ani zla. Spíše jsou podobní lidem, protože jsou hraví, chytří, mazaní a mají smysl pro humor. Děj je podle recenzenta založen na dobrém nápadu, který je založen na realitě všedního života – ukazuje život jako nesmírný prostor pro potěšení,  dobro, solidaritu, život jako prostor pro dobré skutky, spojení proti zlu, vzájemnou pomoc a další věci, které se odehrávají na této zemi. Čtvrtkovy příběhy mají velmi úsporný jazykový projev. Recenzent dále oceňuje, jak málo slov třeba Čtvrtkovi stačilo k odlišení Křemílka a Vochomůrky, aby bylo jasné, který je který. Jsou stejní jako děti, mají mnoho podobných rysů, ale i přesto jsou odlišní. Dokázal tak vytvořit stejně přitažlivé hrdiny pro děti, jako je Rumcajs s Cipískem a Mankou.
Václav Čtvrtek si ale nezískal sympatie dětí a dospělých jenom díky Pohádkám z pařezové chaloupky Křemílka a Vochomůrky. V recenzi, která se nachází ve Zlatém máji, tvrdí Růžena Hamanová, že asi nejvíce známou je kniha o Rumcajsovi. I přesto, že pohádka o Rumcajsovi je určená pro starší čtenáře než Pohádky z pařezové chaloupky, ale stále děti, není možné, aby plně pochopily hru s jazykem, jemné odstíny jazykového vtipu či jazykové charakteristiky postav. Hamanová také zmiňuje, že tato díla byla psána spíše pro rodiče, kteří je předčítali dětem a zpětně se se svými zkušenostmi vraceli do světa fantazií a dětství. Pohádka o Rumcajsovi je celkově jazykově velmi náročná, protože se zde objevují zkomoleniny z německého jazyka a řada krajových výrazů. Oproti tomu zmiňované Pohádky z pařezové chaloupky jsou pro čtenáře jazykově jednodušší, i přesto, že se tam objevuje spoustu jazykových drahokamů, jak napsala Vladimíra Gebhartová do samotné poznámky o knize. Hamanová tvrdí, že děti znají Rumcajse a Křemílka důvěrně z televizních obrazovek a díky těmto seriálům si přejí o svých oblíbených hrdinech vědět co nejvíce. A na základě toho nastávají potíže s četbou – nabízí se otázka pro rodiče, zda nechat děti v labyrintu neznámých slov a nebo je upravit pro dětské chápání... Na rozdíl od knihy Jak si Slávek načaroval dubového mužíčka, zde se tento problém, dle Hamanové, nevyskytuje. Příběh je pro děti jasně a srozumitelně zasazen a jazykově není pro děti zrádný, a i přes tuto prvotní jednoduchost kniha nepůsobí „chudě“. Scenáristická zkušenost Václava Čtvrtka se zde znovu osvědčuje. Hamanová přiznává, že kniha je značně rafinovaná a opravdu dobře promyšlená.
Podle zhodnocení Miroslavy Holejšovské-Genčiové je pohádka o Rumcajsovi nespornou inspirací pověrečnou povídkou, o tom svědčí i volba pohádkových postav. Loupežník Rumcajs je zcivilněn tím, že má ze manželku poctivou Manku a miluje svého syna Cipíska a že i sám je vůbec veliký dobrák a lidumil. Jeho přátelé jsou všichni z rodu strašidel ze známých pověrečných povídek (vodníci, hejkalové, lesní ženky,...). Motiv Čtvrtkových pohádek je boj za vítězství spravedlivých a chudých nad nespravedlivými utlačovateli, bez rozdílu, to můžeme názorně vidět i v jedné z pohádek z pařezové chaloupky (ohnivý muž). Díky pojmu dobra proti zlu navazuje autor na tradiční lidovou pohádku, k níž se hlásí též svým sociálním protipanským satirickým zaměřením. Základním určujícím znakem současné umělé pohádkové tvorby je snaha přiblížit se maximálně dětské psychice a dětskému chápání světa, vyjít vstříc dětské představivosti, rozvíjet ji a pomáhat uvolnit cesty pro fantazii a imaginaci. Právě takoví jsou v české tvorbě Křemílek a Vochomůrka dle Holejšovské-Genčiové, čímž se doplňují s poznámkou od Gebhartové: „Ještě si troufám předpovídat, že právě tato kniha s vámi půjde až do dospělosti, kdy ji znovu a znovu budete otvírat a číst vašim malým a nejbližším. Mohu-li radit, postavte si ji do vaší knihovničky vedle Broučků Jana Karafiáta a blízko, blizoučko Malého prince Antoina de Saint-Exupéryho.“

## Seriál
Pohádky z mechu a kapradí jsou původně československý večerníčkový seriál na námět Václava Čtvrtka. Postavy v něm nadabovala Jiřina Bohdalová, hudbu složil Jaroslav Celba. Televizní seriál se skládá z 39 osmiminutových dílů. Úvodní znělku nazpíval roku 1974 Karel Gott, a to píseň s názvem Cestu znám jen já.

## Odraz v kultuře
Dne 22. června 2018 vydala Česká mincovna sérii sběratelských mincí s názvem Pařezová chaloupka, které zobrazují Křemílka s Vochomůrkou a jejich chaloupku.